# Paul Fallot
Paul Fallot, né à Strasbourg le 25 juin 1889 et mort à Paris 16e le 22 octobre 1960, est un géologue et paléontologue français. 

## Biographie
Son père était un industriel franc-comtois qui s'est retiré tôt des affaires pour s'établir à Lausanne. Sa mère était d'origine alsacienne et s'était rapproché de sa famille avant sa naissance.
Paul Fallot a commencé ses études à l'université de Lausanne sous la direction du géologue Maurice Lugeon, en 1908. Il va participer aux courses en montagne apprendre à observer la nature et apprendre à dessiner avec rigueur les contours géologiques.
En 1909, il quitte Lausanne pour Grenoble afin d'acquérir une licence française en sciences naturelles. Il a choisi de travailler au laboratoire du géologue et paléontologue Wilfrid Kilian qui est un maître de la stratigraphie paléontologique. Il y est initié aux techniques de détermination précise. Son premier travail va porter sur les ammonites pyriteuses du Gault des Baléares que possédait le laboratoire de Grenoble. 
De 1914 à 1916, il sert dans l'armée française, ce qui lui a valu la Croix de guerre, avec cinq mentions honorables et la croix de chevalier de la Légion d'honneur en 1920. Lieutenant à l'état-major du 3e Corps d'armée, il participe à l'entrée de l'armée française dans Strasbourg.
Après la guerre, en août 1919, son ancien professeur Kilian le prend comme préparateur à Grenoble. Il participe à deux campagnes d'études aux Baléares cette année là. Il poursuit ses études commencées avant la guerre en s'intéressant d'abord à la Sierra septentrionale de Majorque en la replaçant dans le reste de la Grande Baléare. Son « Étude géologique de la Sierra de Majorque » paraît en 1922. Elle s'achève par une « Introduction à l'étude de la Méditerranée occidentale » dans laquelle il fait une critique des documents existant sur la Méditerranée occidentale et dans les dernières pages de sa thèse il admet qu'il est attiré par l'idée de la tectonique en mosaïque des masses continentales. Il a été chargé de conférences à l'université de Grenoble de 1920 à 1922. Sa thèse est présentée à la Sorbonne en juin 1922. Il est nommé maître de conférences en 1923. En 1923, la Société géologique de France lui accorde le prix Fontannes. Entre 1920 et 1923 il rédige des mémoires de paléontologie sur les ammonites jurassiques de la province de Tarragone (avec F. Blanchet), les ammonites du Crétacé inférieur d'Ibiza, une monographie du genre Silesites, ainsi qu'une révision des Lytocératidés du Gargasien des Basses-Alpes. Les académies royales des sciences de Madrid et de Barcelone, la Section des sciences de l'Institut d'études catalanes en font leur correspondant.
En 1923, à la suite du décès de René Nicklès, Paul Fallot est nommé professeur à l'université de Nancy, directeur de l'Institut de géologie appliquée, poste qu'il occupe jusqu'en 1937. Avec le personnel et les étudiants, il coordonne les travaux de ses élèves dans le Jura, mais son travail principal entre 1925 et 1932 est l'étude de l'Espagne continentale et des Cordillères bétiques d'abord, puis, de 1930 à 1934, les montagnes du Rif en Afrique du Nord. Les différentes études qu'il fait vont d'abord invalider la théorie structurale de l'école germanique de Hans Stille sur la formation des montagnes en Espagne. En 1931, l'Académie des sciences accorde à Paul Fallot son grand prix des sciences physiques.
En 1937 il est nommé professeur de géologie de la Méditerranée au Collège de France. Cette nomination est l'occasion d'intensifier son travail sur la tectonique de toute la Méditerranée occidentale avec une équipe de spécialistes, mais le déclenchement de la Seconde Guerre mondiale l'en empêche de le mener à bien. Pendant la guerre, il reste à Paris, les publications préparées du Service géologique du Maroc, propose un document complet ainsi que sur la géologie des chaînes subbétiques et analyse les couches du Trias de l'Algérie.
En 1948, Paul Fallot est nommé membre de l'Académie des sciences. Il est également l'un des membres étrangers de l'Académie royale néerlandaise des arts et des sciences depuis mai 1960.

## Hommages
Le genre fossile Fallotaspis, la famille fossile des Fallotspididae et la super-famille fossile des Fallotaspidoidea des trilobites du cambrien inférieur ont été donnés en son honneur en 1953 par le paléontologue français Pierre Hupé (d)  (1907-2003).
Les deux espèces fossiles Leptogaster falloti et Stenolestes falloti, créées en 1937 par le paléontologue français Nicolas Théobald (1903-1981) lui rendent également hommage.

## Distinctions
- Croix de guerre avec cinq citations ;
- Croix des services militaires volontaires ;
- Chevalier de la Légion d'honneur, le 16 juin 1920 ;
- Officier de la Légion d'honneur, le 23 avril 1957[6].

Il a obtenu plusieurs doctorats honoris causa :
- Université de Grenade 9 octobre 1957 [7] ;
- Université de Lausanne ;
- Université de Zurich.